# Glenea substellata
Glenea substellata é uma espécie de escaravelho da família Cerambycidae. Foi descrita por Stephan von Breuning em 1956.  É conhecida a sua existência no Bornéu.